# Atheta clientula
Atheta clientula är en skalbaggsart som först beskrevs av Wilhelm Ferdinand Erichson 1839.  Atheta clientula ingår i släktet Atheta, och familjen kortvingar. Enligt den svenska rödlistan är arten nära hotad i Sverige. Arten förekommer i Götaland, Gotland, Öland, Svealand och Nedre Norrland. Artens livsmiljö är jordbrukslandskap, stadsmiljö.